# كينيث فيفيان تيمان
كينيث فيفيان تيمان (بالإنجليزية: Kenneth V. Thimann)‏ (5 أغسطس 1904 - 15 يناير 1997) فيزيولوجي إنجليزي أمريكي قضى معظم حياته المهنية في وقت مبكر (1935-1965) في جامعة هارفارد، وحياته المهنية في وقت لاحق (1965) في جامعة كاليفورنيا في سانتا كروز.

## روابط خارجية
- Kenneth V. Thimann: Early UCSC History and the Founding of Crown College - posthumous memoir by Randall Jarrell based on interviews with Thimann and his colleagues
- Guide to the Kenneth V. Thimann papers UC Santa Cruz Library
- Photographs of Kenneth V. Thimann from the UC Santa Cruz Library's Digital Collections